# إنكيوين ليه مينس
إنكيوين ليه مينس (بالفرنسية: Enquin-les-Mines)‏ هي بلدية تقع في إقليم باد كاليه من منطقة نور با دو كاليه في شمال فرنسا. تبلغ مساحة هذه المدينة 11.1 (كم²)، وترتفع عن سطح البحر 84 م، يبلغ عدد سكانها 917 نسمة حسب إحصاء المعهد الوطني للإحصاء والدراسات الاقتصادية سنة 2009 م. وترأس Philippe Saison البلدية خلال فترة (2008-2014).